# Résidence Erechtheion
 (août 2022).
La mise en forme du texte ne suit pas les recommandations de Wikipédia : il faut le « wikifier ».
Les points d'amélioration suivants sont les cas les plus fréquents. Le détail des points à revoir est peut-être précisé sur la page de discussion.
- Les titres sont pré-formatés par le logiciel. Ils ne sont ni en capitales, ni en gras.
- Le texte ne doit pas être écrit en capitales (les noms de famille non plus), ni en gras, ni en italique, ni en « petit »…
- Le gras n'est utilisé que pour surligner le titre de l'article dans l'introduction, une seule fois.
- L'italique est rarement utilisé : mots en langue étrangère, titres d'œuvres, noms de bateaux, etc.
- Les citations ne sont pas en italique mais en corps de texte normal. Elles sont entourées par des guillemets français : « et ».
- Les listes à puces sont à éviter, des paragraphes rédigés étant largement préférés. Les tableaux sont à réserver à la présentation de données structurées (résultats, etc.).
- Les appels de note de bas de page (petits chiffres en exposant, introduits par l'outil «  Source ») sont à placer entre la fin de phrase et le point final[comme ça].
- Les liens internes (vers d'autres articles de Wikipédia) sont à choisir avec parcimonie. Créez des liens vers des articles approfondissant le sujet. Les termes génériques sans rapport avec le sujet sont à éviter, ainsi que les répétitions de liens vers un même terme.
- Les liens externes sont à placer uniquement dans une section « Liens externes », à la fin de l'article. Ces liens sont à choisir avec parcimonie suivant les règles définies. Si un lien sert de source à l'article, son insertion dans le texte est à faire par les notes de bas de page.
- La présentation des références doit suivre les conventions bibliographiques. Il est recommandé d'utiliser les modèles {{Ouvrage}}, {{Chapitre}}, {{Article}}, {{Lien web}} et/ou {{Bibliographie}}. Le mode d'édition visuel peut mettre en forme automatiquement les références.
- Insérer une infobox (cadre d'informations à droite) n'est pas obligatoire pour parachever la mise en page.

Pour une aide détaillée, merci de consulter Aide:Wikification.
Si vous pensez que ces points ont été résolus, vous pouvez retirer ce bandeau et améliorer la mise en forme d'un autre article.
L'immeuble d'appartements « Résidence Erechtheion » numéro 23 se situe à Ixelles, rue des Hellènes, entre l’avenue de l'Université et l’avenue Brillat-Savarin, à proximité du cimetière d’Ixelles. La résidence a été construite en 1959 par l’ingénieur-architecte Claude Gérard. Il s’agit d’une construction neuve de style moderniste.
La façade de la « résidence Erechtéïon » est l’une des seules à se détacher des autres par sa composition d'ouvertures et par la matérialité de la façade, ce qui en fait un objet remarquable.

## L’architecte
Claude Gérard est ingénieur-architecte. Il a construit trois bâtiments résidentiels classés de style moderniste à Ixelles : la résidence du 23 rue des Hellènes en 1959, la résidence du 58 avenue des Grenadiers en 1956 et la résidence du 126 avenue Georges Bergmann en 1955. La dernière est le lieu de résidence de l’architecte. Il est propriétaire de plusieurs terrains, comme celui du numéro 23, rue des Hellènes où il construit la résidence Erechthéïon. Quand il construit un bâtiment, il est son propre client. 
En 1958, avant l’intervention et la conception de Claude Gérard, un autre architecte, Paul Breydel, avait conçu le projet de la résidence du numéro 23 rue des Hellènes. Marguerite Breydel, (épouse Vanderhaeghe), déclare être propriétaire du terrain numéro 23, rue des Hellènes. Selon les indications de noms telles que conservées aux Archives de la Commune d'Ixelles, il s’agit d’un membre de la famille de l’architecte Paul Breydel. Le terrain avait probablement été vendu à Claude Gérard en 1959.

## Le quartier des Saisons à Ixelles
La résidence s’implante dans un contexte partiellement résidentiel et commercial, entre le campus du Solbosch et le cimetière d’Ixelles.
L'Exposition universelle de 1910 a eu lieu dans cette zone, qui s’étend de l'avenue Brillat-Savarin à Watermael-Boitsfort.
À la fin des années 1930, le bâti s’établit rapidement, progressivement jusque dans les années 1940. 
La majorité du bâti qui se situe dans la rue des Hellènes et dans le quartier en général, est hétéroclite. Les façades sont souvent répétitives, revêtues de briques rouges, jaunes ou d'enduit.
À l’intérieur des îlots s’implantent parfois des entreprises ou ateliers. Dans la rue du printemps, qui se trouve dans le même quartier, on trouve encore ce type d’entreprises en intérieur d’îlot. 
Ce sont principalement des familles bourgeoises qui viennent s’installer dans ce quartier composé de maisons unifamiliales et d’immeubles à appartements. La hauteur du bâti ne dépasse pas quatre niveaux.

## Le style architectural moderniste
Les années 1920-1930 marquent le début du modernisme.
Le modernisme voit la maison comme une « machine à habiter ». Un élément qui n’a pas de fonction n’a pas de raison d’être. Il rejette donc tout ornement superflu au profit de formes simples, pures et de grandes surfaces claires.
Le modernisme rejette toute ornementation jugée superflue et privilégie la fonction. L’architecture moderne peut être associée à l’architecture cubiste à cause de ses volumes géométriques purs, les fenêtres en longueur ainsi que les surfaces de mur nues.
Les matières liées à l’industrie et à l’ingénierie, comme le béton, le fer, le verre et l’acier sont caractéristiques au courant moderne. On profite de l’industrie dans le domaine de la fabrication en série, ce qui est synonyme d’efficacité. Il faut se débarrasser des problèmes de pauvreté et de santé de la première guerre mondiale.Au XXe siècle, le renouveau de l'architecture va naître d'un perfectionnement de la construction en fer: le béton armé, c'est-à-dire des armatures métalliques noyées dans du béton. Grâce à ce matériau très résistant, il est possible d'envisager de longues portées et donc de créer des formes nouvelles. Ce nouveau matériau, dont les premiers essais remontent aux années 1850, va être largement employé dans les constructions industrielles (ponts, routes, viaducs) dès 1900 avant de pénétrer lentement l'architecture.
De meilleurs moyens pour construire des logements de qualité et de confort. Des détails architecturaux typiques du modernisme sont les rambardes horizontales tubulaires, les briques jaunes plates qui viennent recouvrir les façades et marquer l’horizontalité, ainsi que les larges fenêtres horizontales qui occupent toute la largeur de la façade. Les châssis divisent les ouvertures de fenêtres, ce qui permet un jeu de rectangles de tailles différentes.
Les matériaux différents, comme les briques vernissées, les planchettes de bois, les mosaïques ou de pierres irrégulières, sont utilisés comme technique de parement. 
Avec l’importance donnée à la voiture, une autre nouveauté est celle de laisser un niveau entier, notamment le rez-de-chaussée, à la voiture, il s’agit du bel-étage. 

## Description de la façade
L’élévation de l’immeuble consiste en quatre niveaux à hauteurs égales, sous toiture plate. À propos de la composition, un air de symétrie se présente en divisant la façade en deux, considérablement vitrée et composée de fenêtres en bandeau des deux côtés de la façade. À l’étage, les parties non-vitrées sont vêtues de plaques préfabriqués en béton à parement de gravier blanc. 

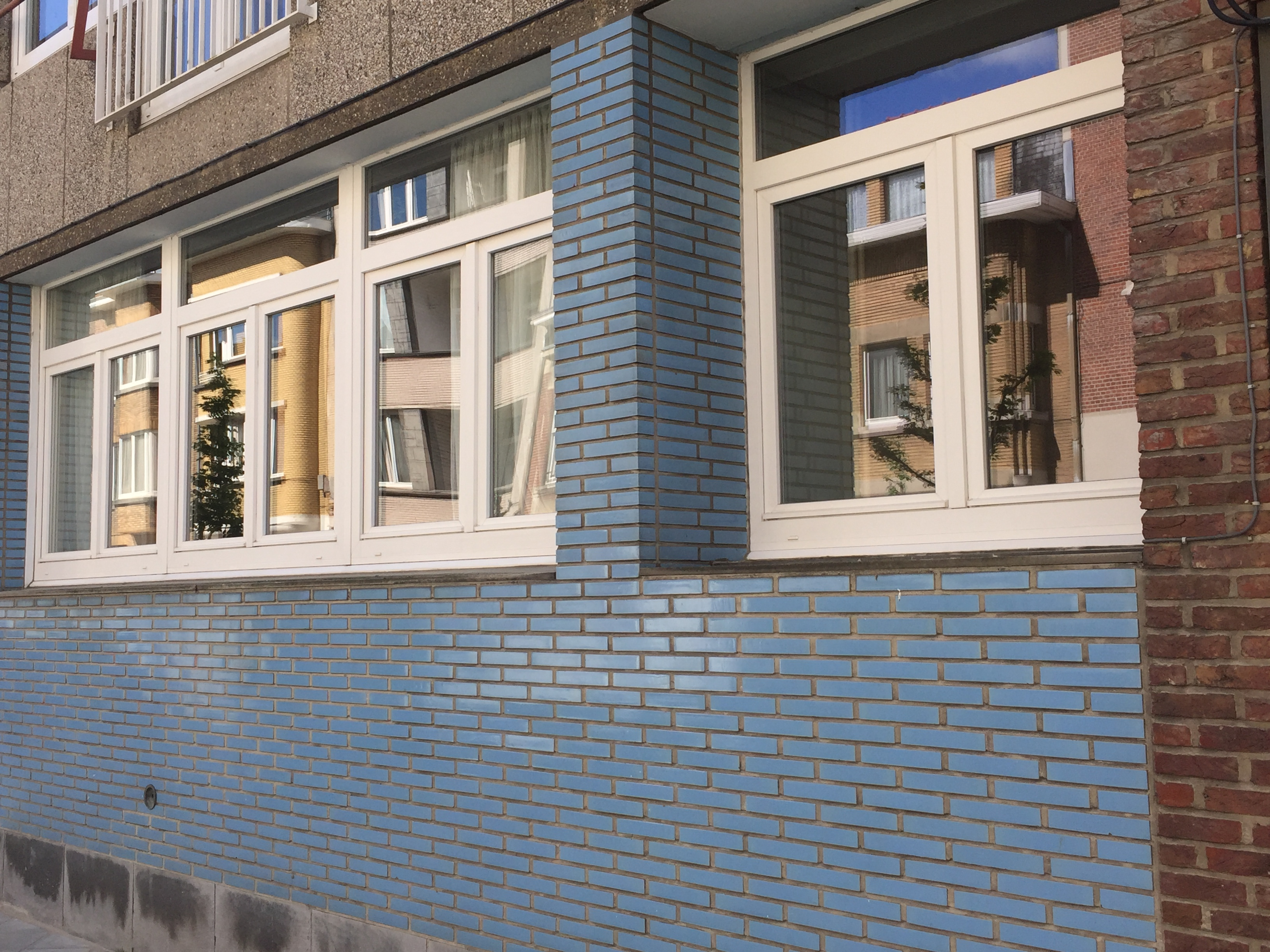
façade en brique émaillées bleues

Le rez-de-chaussée est vêtu de briques émaillées bleues, avec à gauche une porte de garage, adjacente à l’entrée de l’immeuble. La porte d’entrée est sur un seuil, en retrait par rapport à la rue. Une marquise, mentionnant l’entrée, déborde au-dessus du garage et de l’entrée. Au-dessus de la marquise, quatre impostes à châssis métalliques éclaircissent les espaces d’entrées. Les impostes au-dessus de la porte d’entrée et du garage, ont une hauteur plus importantes que ceux au-dessus des fenêtres en bandeau. 
Du côté droit du rez-de-chaussée, un appartement à quatre vitrages à châssis épais, dont trois séparés par des meneaux, et une par un mur. La fenêtre séparée par le mur porteur vêtu de briques émaillées bleues, est en retrait par rapport aux trois fenêtres adjacentes.
À l’étage, aux extrémités, chaque niveau est muni d’une loggia, d’un espace extérieur couvert. Les garde-corps des loggias correspondent à la continuité du mur en plaques de béton préfabriqué à parement de gravier blanc. Les fenêtres en bandeau, correspondant à chaque appartement, sont divisés en trois et séparés par des meneaux. L’épaisseur des châssis diffèrent selon les niveaux et appartements. Une porte-fenêtre se trouve au centre de chaque fenêtre bandeau.  

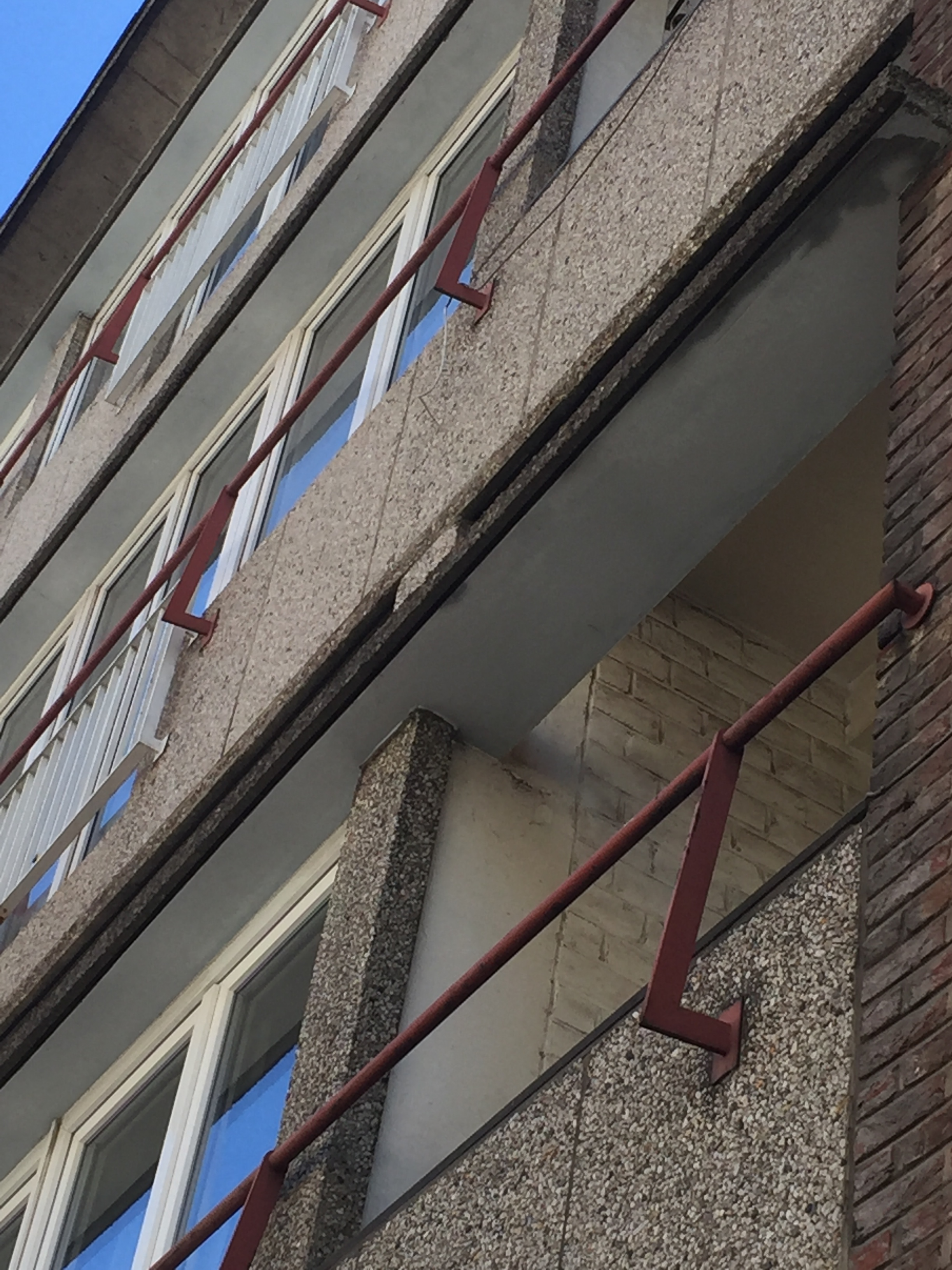
architrave détail de façade

À chaque étage, un balconnet à tiges verticales métalliques devant chaque porte-fenêtre, ainsi qu’une barre métallique tubulaire peint en rouge, longe toute la façade horizontale. 
Au-dessus de chaque fenêtre bandeau, une architrave maintient une bande d’impostes, ayant des châssis d’épaisseurs différentes selon les étages et appartements. L’architrave consiste en une fine plaque horizontale en béton à parement de gravier blanc, débordant légèrement de la façade. L’architrave est imbriquée dans les murs porteurs, les murs mitoyens ainsi que les murs séparant les appartements ainsi que les loggias. 
La maison dispose d’une toiture plate et d’une corniche débordante fine en béton. L’épaisseur du mur en briques rouges à gauche  fait penser à une jonction entre la maison étudiée et la maison voisine en briques rouges. 

### Archives de la commune d'Ixelles
- PU 269/1958
- PU 79/1959

### Livres & articles
- PEROUSE de MONTCLOS, Jean-Marie Inventaire général des monuments et des richesses artistiques de la France, Paris, 1972.
- LANGERMANN, Natascha, Geneviève Defrance, Denis Laurent, Michèle Vandroogenbroeck, Aude Alexandre, Fabrice Biasino, 2003
- BOVY, Philippe, Le Collège des Bourgmestre et Echevins d’Ixelles. A la découverte de l’histoire d’Ixelles. Septembre 2003. disponible sur.
- BALAU, C. A. Gillessen. J.Bertrand. H.Lutjeharms, Classes du patrimoine & de la Citoyenneté. 3e édition. 2017. disponible sur rue des Hellènes. 2013-2015. Irismonument
- Résidence Erechtéïon rue des Hellènes 23. 2013-2015. Irismonument
- HERLA, Michèle. 2016-2017. Ixelles Histoire du développement urbanistique. Éditeur T. Wauters. Disponible sur
- CIRÉ. Vivre en Belgique: Architecture du 20e siècle. Disponible sur